# غوردون جوستين
غوردون جوستين (بالإنجليزية: Gordon Heath)‏ هو ممثل أمريكي، ولد في 20 سبتمبر 1918 بنيويورك في الولايات المتحدة، وتوفي في 27 أغسطس 1991 بباريس في فرنسا.

## أعمال

### أفلام
- (1954) مزرعة الحيوان
- (1955) السيد أركيدين

## وصلات خارجية
- غوردون جوستين على موقع IMDb (الإنجليزية)
- غوردون جوستين على موقع قاعدة بيانات برودواي على الإنترنت (الإنجليزية)
- غوردون جوستين على موقع قاعدة بيانات الفيلم (الإنجليزية)